# Кызан
Кызан (каз. Қызан) — село в Мангистауском районе Мангистауской области Казахстана. Административный центр Кызанского сельского округа. Находится примерно в 92 км к северо-востоку от села Шетпе, административного центра района, на высоте 254 метров над уровнем моря. Код КАТО — 474639100.

## Население
В 1999 году население села составляло 1976 человек (1019 мужчин и 957 женщин). По данным переписи 2009 года в селе проживало 1997 человек (1035 мужчин и 962 женщины).